# 2005 في الولايات المتحدة
فيما يلي قوائم الأحداث التي وقعت خلال عام 2005 في الولايات المتحدة.

## أحداث
- 21 سبتمبر – خطوط جيت بلو الجوية الرحلة 292
- 1 يناير – بليزكون
- 23 أغسطس – إعصار كاترينا
- 9 يونيو – كارثة مطار لوجان الدولي

## سياسة

### تعيين في المنصب
- 1 يناير – مايكل هايدن مدير الاستخبارات القومية.
- 2 يناير – لويس فورتونيو المفوض المقيم لبورتوريكو.
- 3 يناير – باراك أوباما عضو مجلس الشيوخ الأمريكي.
- 3 يناير – برايان شوايتزر حاكم مونتانا [الإنجليزية]‏.
- 3 يناير – بوبي جندال عضو مجلس النواب الأمريكي.
- 3 يناير – تشارلز بستاني عضو مجلس النواب الأمريكي.
- 3 يناير – جون هانتسمان جونيور حاكم يوتا [الإنجليزية]‏.
- 3 يناير – كين سالازار عضو مجلس الشيوخ الأمريكي.
- 3 يناير – لين وستمورلند عضو مجلس النواب الأمريكي.
- 3 يناير – ميل مارتينيز عضو مجلس الشيوخ الأمريكي.
- 6 يناير – جون لينش حاكم نيو هامبشاير [الإنجليزية]‏.
- 10 يناير – مات بلانت حاكم ميسوري [الإنجليزية]‏.
- 10 يناير – ميتش دانييلز حاكم إنديانا [الإنجليزية]‏.
- 11 يناير – نيكي هالي عضو مجلس نواب كارولاينا الجنوبية.
- 12 يناير – كريستين غريغوري حاكم واشنطن [الإنجليزية]‏.
- 17 يناير – جو مانشين حاكم فرجينيا الغربية [الإنجليزية]‏.
- 20 يناير – دايف هاينمان حاكم نبراسكا [الإنجليزية]‏.
- 21 يناير – مايك جوهانس وزير الزراعة في الولايات المتحدة.
- 26 يناير – كونداليزا رايز وزير الخارجية الأمريكي.
- 26 يناير – مايكل أوكرلوند ليفيت وزير الصحة والخدمات الإنسانية الأمريكي.
- 3 فبراير – ألبرتو جونزاليس نائب عام الولايات المتحدة.
- 21 أبريل – بورتر جوس مدير وكالة المخابرات المركزية (2005 - الان).
- 21 أبريل – جون نيغروبونتي مدير الاستخبارات القومية.
- 22 يوليو – مايك مولن رئيس العمليات البحرية.
- 29 يوليو – كارين هيوز Under Secretary of State for Public Diplomacy and Public Affairs [الإنجليزية]‏.
- 29 سبتمبر – جون روبرتس رئيس المحكمة العليا للولايات المتحدة.

### انتهاء فترة المنصب
- 1 يناير – دارين لحود وكيل وزارة العدل الأميركية.
- 1 يناير – غابرييل جيفوردز عضو مجلس ولاية أريزونا.
- 1 يناير – مايكل هايدن Principal Deputy Director of National Intelligence ‏.
- 3 يناير – بارون هيل عضو مجلس النواب الأمريكي.
- 3 يناير – براد كارسون عضو مجلس النواب الأمريكي.
- 3 يناير – بوب غراهام عضو مجلس الشيوخ الأمريكي.
- 3 يناير – بيتر فيتزجيرالد عضو مجلس الشيوخ الأمريكي.
- 3 يناير – جون إدواردز عضو مجلس الشيوخ الأمريكي.
- 3 يناير – نيك سميث عضو مجلس النواب الأمريكي.
- 12 يناير – غاري لوك حاكم واشنطن [الإنجليزية]‏.
- 20 يناير – آن فينمان وزير الزراعة في الولايات المتحدة.
- 20 يناير – مايك جوهانس حاكم نبراسكا [الإنجليزية]‏.
- 26 يناير – انتوني برينسيبي وزير شؤون المحاربين القدامى في الولايات المتحدة.
- 26 يناير – تومي تومبسون وزير الصحة والخدمات الإنسانية الأمريكي.
- 26 يناير – كولن باول وزير الخارجية الأمريكي.
- 26 يناير – كونداليزا رايز مستشار الأمن القومي الأمريكي.
- 31 يناير – سبنسر ابراهام وزير الطاقة الأمريكي.
- 1 فبراير – توم ريدج وزير الأمن الداخلي الأمريكي.
- 3 فبراير – جون آشكروفت نائب عام الولايات المتحدة.
- 7 فبراير – دونالد ايفانز وزير التجارة الأمريكي.
- 2 أغسطس – كريستوفر كوكس عضو مجلس النواب الأمريكي.
- 3 سبتمبر – وليام رينكويست رئيس المحكمة العليا للولايات المتحدة.

## رياضة
- 19 يونيو – جائزة الولايات المتحدة الكبرى 2005 الفائز مايكل شوماخر.

## ظهور

### يناير
- 1 يناير – التعلق
- 1 يناير – جوناس برذرز
- 1 يناير – جيمز فور ويندوز
- 1 يناير – دانتي كين
- 1 يناير – كوكا كولا زيرو
- 1 يناير – موسيقى الخلل
- 1 يناير – نيون ترييز

### أكتوبر
- تأسيس موقع المكتبة المفتوحة

## أفلام
من الأفلام التي صدرت هذه السنة في الولايات المتحدة:
- 1 يناير – أحلام العصافير
- 1 يناير – أربعة إخوة من إخراج جون سينغلتون.
- 1 يناير – أزهار مكسورة من إخراج جيم جارموش.
- 1 يناير – ألفي من إخراج تشارلز شيير.
- 1 يناير – ابن القناع من إخراج لورانس غوترمان [الإنجليزية]‏.
- 1 يناير – اثنان من أجل المال من إخراج د. ج. كاروسو.
- 1 يناير – الأرستقراطيون من إخراج بين جيليت، Paul Provenza [الإنجليزية]‏.
- 1 يناير – الحالم من إخراج جون جاتنز.
- 1 يناير – الرجل المثالي من إخراج Mark Rosman [الإنجليزية]‏.
- 1 يناير – السترة من إخراج John Maybury [الإنجليزية]‏.
- 1 يناير – الشارع الأخضر من إخراج ليكسي ألكسندر.
- 1 يناير – الصالون من إخراج مارك براون (ضابط).
- 1 يناير – الصفقة
- 1 يناير – الضباب من إخراج Rupert Wainwright [الإنجليزية]‏.
- 1 يناير – العالم الجديد من إخراج تيرينس ماليك.
- 1 يناير – الغريب المثالي من إخراج Jefferson Moore [الإنجليزية]‏.
- 1 يناير – الفطيرة الأمريكية: معسكر الفرقة من إخراج Steve Rash [الإنجليزية]‏.
- 1 يناير – اللعنة من إخراج Steve Anderson (director) [الإنجليزية]‏.
- 1 يناير – المرح مع ديك وجين من إخراج Dean Parisot [الإنجليزية]‏.
- 1 يناير – المنتجان من إخراج Susan Stroman [الإنجليزية]‏.
- 1 يناير – الناقل 2 من إخراج لويس ليترير.
- 1 يناير – إبقى من إخراج مارك فورستر.
- 1 يناير – إليزابيث تاون من إخراج كاميرون كرو.
- 1 يناير – إيون فلوكس من إخراج كارين كوساما.
- 1 يناير – برايم من إخراج بين يونغر.
- 1 يناير – بليد: الثالوث من إخراج ديفيد إس. غويور.
- 1 يناير – ترانسميريكا من إخراج دونكان تاكر.
- 1 يناير – تشيبر باي ذا دوزن 2 من إخراج آدم شانكمان.
- 1 يناير – تغيير فضفاض من إخراج ديلان أفيري.
- 1 يناير – توم وجيري: السريع والمكسو بالفراء من إخراج Bill Kopp [الإنجليزية]‏.
- 1 يناير – جارهيد من إخراج سام ميندز.
- 1 يناير – جزيرة البقاء من إخراج Stewart Raffill [الإنجليزية]‏.
- 1 يناير – خراب من إخراج Barbara Kopple [الإنجليزية]‏.
- 1 يناير – خطة رحلة من إخراج روبرت شوينتكي.
- 1 يناير – دومينو من إخراج توني سكوت.
- 1 يناير – ذرية تشاكي من إخراج دون مانشيني.
- 1 يناير – رجل الطقس من إخراج غور فيربينسكي.
- 1 يناير – رهينة من إخراج فلوران اميليو سيري.
- 1 يناير – زذورا مغامرات الفضاء من إخراج جون فافرو.
- 1 يناير – ستيوي غريفن: القصة غير مروية من إخراج Peter Shin [الإنجليزية]‏، Pete Michels [الإنجليزية]‏.
- 1 يناير – سو من إخراج جيمس وان.
- 1 يناير – سو 2 من إخراج دارن لين بوسمان.
- 1 يناير – سولدير بوي
- 1 يناير – شمال المدينة من إخراج نيكي كارو.
- 1 يناير – طرد الأرواح من إيميلي روز من إخراج سكوت ديركسون.
- 1 يناير – فندق رواندا من إخراج تيري جورج.
- 1 يناير – قالب من إخراج ريان جونسون.
- 1 يناير – قسطنطين من إخراج فرانسيس لورانس.
- 1 يناير – كابوتي من إخراج بينيت ميلر.
- 1 يناير – لندن
- 1 يناير – مغامرات الولد القرش وفتاة الحمم من إخراج روبرت رودريغيز.
- 1 يناير – ملك الحرب من إخراج أندرو نيكول.
- 1 يناير – ملكة الجبل
- 1 يناير – منبوذو الشيطان من إخراج روب زومبي.
- 1 يناير – نقطة المباراة من إخراج وودي آلن.
- 1 يناير – هاتف خلوي من إخراج دايفيد إليس.
- 1 يناير – هايد آند سيك من إخراج جون بولسون (مخرج أفلام).
- 1 يناير – هل وصلنا إلى هناك بعد من إخراج Brian Levant [الإنجليزية]‏.
- 1 يناير – هوس من إخراج رافائيل شور.
- 1 يناير – يوميات امرأة سوداء مجنونة من إخراج Darren Grant [الإنجليزية]‏.
- 8 يناير – إلكترا من إخراج روب بومان.
- 13 يناير – المدرب كارتر من إخراج توماس كارتر.
- 10 فبراير – هيتش من إخراج أندي تننت.
- 4 مارس – اللهاية من إخراج آدم شانكمان.
- 5 مارس – إديسون من إخراج ديفيد جاي بيرك.
- 11 مارس – ملكة الدماثة 2 مسلحة ورائعة من إخراج جون باسكوين.
- 17 مارس – الخاتم 2 من إخراج هيديو ناكاتا.
- 18 مارس – أميرة الثلج من إخراج Tim Fywell [الإنجليزية]‏.
- 25 مارس – خمن من من إخراج كيفن سوليفان.
- 1 أبريل – مدينة الخطيئة من إخراج كوينتن تارانتينو، روبرت رودريغيز، فرانك ميلر.
- 4 أبريل – ذا إنتربريتر من إخراج سيدني بولاك.
- 4 أبريل – صحاري من إخراج بريك إيزنر.
- 4 أبريل – قوانين الجاذبية من إخراج بيتر هاويت.
- 7 أبريل – رعب إيميتيفيل من إخراج Andrew Douglas  [لغات أخرى]‏.
- 27 أبريل – حالة الاتحاد من إخراج Lee Tamahori [الإنجليزية]‏.
- 28 أبريل – دليل المسافر إلى المجرة من إخراج جاريث جينجس.
- 4 مايو – مملكة السماء من إخراج ريدلي سكوت.
- 15 مايو – حرب النجوم الجزء الثالث: انتقام السيث من إخراج جورج لوكاس.
- 19 مايو – أطول يارد من إخراج بيتر سيجال.
- 23 مايو – رجل السندريلا من إخراج رون هاوارد.
- 3 يونيو – أسياد دوغتاون من إخراج كاثرين هاردويك.
- 7 يونيو – السيد والسيدة سميث من إخراج دوج ليمان.
- 15 يونيو – بداية باتمان من إخراج كريستوفر نولان.
- 17 يونيو – هيربي: فولي لوديد من إخراج أنغيلا روبنسون.
- 27 يونيو – ماء عادم من إخراج والتر سالس.
- 29 يونيو – حرب العوالم من إخراج ستيفن سبيلبرغ.
- 9 يوليو – مجانين 2001 من إخراج تيم سوليفان.
- 10 يوليو – تشارلي ومصنع الشوكولاتة من إخراج تيم برتون.
- 13 يوليو – متطفلي العرس من إخراج ديفيد دوبكين.
- 14 يوليو – أربعة مذهلون من إخراج تيم ستوري [الإنجليزية]‏.
- 22 يوليو – الجزيرة من إخراج مايكل بي.
- 25 يوليو – كبرياء وتحامل من إخراج جو رايت.
- 27 يوليو – ذا دوكس اوف هازرد من إخراج جاي شاندراسيخار.
- 29 يوليو – ذا سكيلتون كي من إخراج Iain Softley [الإنجليزية]‏.
- 29 يوليو – سكاي هاي من إخراج مايك ميتشيل (مخرج أفلام).
- 31 أغسطس – البستاني المخلص من إخراج فرناندو ميريليس.
- 1 سبتمبر – فانيتى فير من إخراج ميرا ناير.
- 2 سبتمبر – جبل بروكباك من إخراج أنغ لي.
- 4 سبتمبر – السير على الخط من إخراج جيمس مانغولد.
- 4 سبتمبر – العثور على أرض الخلود من إخراج مارك فورستر.
- 9 سبتمبر – شكرا لك على التدخين من إخراج جيسون رايتمان.
- 10 سبتمبر – تصادم من إخراج بول هاغيس.
- 12 سبتمبر – راي من إخراج تايلور هاكفورد.
- 13 سبتمبر – طرق جانبية من إخراج ألكسندر باين.
- 14 سبتمبر – في حذائها من إخراج كورتيس هانسون.
- 16 سبتمبر – تماما مثل الجنة من إخراج مارك ووترز.
- 16 سبتمبر – دليل من إخراج جون مادن.
- 17 سبتمبر – نزل من إخراج إيلي روث.
- 24 سبتمبر – أبناء الأرض من إخراج Shaun Monson [الإنجليزية]‏.
- 30 سبتمبر – أفضل لعبة لعبت على الإطلاق من إخراج بيل باكستون.
- 30 سبتمبر – داخل البحر من إخراج جون ستوكويل.
- 7 أكتوبر – ليلة سعيدة وحظ سعيد من إخراج جورج كلوني.
- 17 أكتوبر – هدف من إخراج داني كانون.
- 20 أكتوبر – هلاك من إخراج Andrzej Bartkowiak [الإنجليزية]‏.
- 22 أكتوبر – الحقد من إخراج تاكاشي شيموزو.
- 24 أكتوبر – أسطورة زورو من إخراج مارتن كامبل.
- 6 نوفمبر – هاري بوتر وكأس النار من إخراج مايك نيويل.
- 16 نوفمبر – الإسكندر من إخراج أوليفر ستون.
- 23 نوفمبر – سريانا من إخراج ستيفن غاغن.
- 29 نوفمبر – مذكرات فتاة الغيشا من إخراج روب مارشال.
- 8 ديسمبر – سجلات نارنيا: الأسد، الساحرة وخزانة الملابس من إخراج أندرو آدمسون.
- 11 ديسمبر – ثاء رمزا للثأر من إخراج James McTeigue [الإنجليزية]‏.
- 14 ديسمبر – الطيار من إخراج مارتن سكورسيزي.
- 14 ديسمبر – كينغ كونغ من إخراج بيتر جاكسون.
- 15 ديسمبر – الفوضى من إخراج توني جيجليو.
- 15 ديسمبر – فتاة المليون دولار من إخراج كلينت إيستوود.
- 16 ديسمبر – قابل آل فوكر من إخراج جاي روتش.
- 16 ديسمبر – ليموني سنيكتس: سلسلة من الأحداث المأساوية من إخراج براد سيلبرلنج.
- 17 ديسمبر – اسبانغليش من إخراج جيمس بروكس.

## برامج ومسلسلات وأنمي
- آفاتار: أسطورة أنج
- حياة جونيبر لي
- فيوتشوراما
- كينغ أوف ذا هيل
- بسبسبوبي
- هاي هاي بوفي امي يومي

## موسيقى

### ألبومات
من الألبومات التي صدرت هذه السنة في الولايات المتحدة:
- 18 أكتوبر – أي أم مي من غناء أشلي سيمبسون.

## كتب
من الكتب التي صدرت هذه السنة في الولايات المتحدة:
- 1 يناير – 1491: اكتشافات جديدة عن الأميركتين قبل كولومبوس من تأليف تشارلز س. مان.
- 1 يناير – الاقتصاد العجيب من تأليف Steven Levitt [الإنجليزية]‏، Stephen J. Dubner [الإنجليزية]‏.
- 1 يناير – العالم مسطح من تأليف توماس فريدمان.
- 1 يناير – إساءة اقتباس يسوع من تأليف بارت إيرمان.
- 1 يناير – تاريخ أكثر إيجازا للزمن من تأليف ليوناردو ملودينوف.
- 1 يناير – تحت كليمنجارو من تأليف إرنست همينغوي.
- 1 يناير – عصر العلم من تأليف أحمد زويل.
- 1 يناير – مشروع الصين-كورنيل-أكسفورد من تأليف تي كولن كامبل.
- 1 يناير – ملائكة وشياطين من تأليف دان براون.
- 31 يناير – أسطورة التسامح الإسلامي من تأليف روبرت سبنسر.
- 24 مارس – عقل كامل جديد من تأليف دانيال إتش بينك.
- 1 مايو – زورو من تأليف إيزابيل الليندي.
- 1 أكتوبر – العزاب الفاسدون من تأليف دانيال ستيل.
- 5 أكتوبر – الشفق من تأليف ستيفاني ماير.
- 9 أكتوبر – ديرمافوريا من تأليف كريج كليفنجر.
- 17 أكتوبر – وليمة للغربان من تأليف جورج ر. ر. مارتن.

## مواليد

### يناير
- 1 يناير – أوكس فيجلي

### يوليو
- 25 يوليو – بيارس غاغنون ممثل أمريكي.

### ديسمبر
- 10 ديسمبر – غابرييل باتمان

## وفيات

### يناير
- 1 يناير – شيرلي تشيشولم (مواليد 1924) سياسية أمريكية.
- 2 يناير – أرنولد دنكر (مواليد 1914)
- 3 يناير – ويل إيسنر (مواليد 1917)
- 7 يناير – روزماري كينيدي (مواليد 1918)
- 12 يناير – هربرت غولدشتاين (مواليد 1922)
- 19 يناير – لامونت بنتلي (مواليد 1973)
- 22 يناير – روز ماري وودز (مواليد 1917) أمينة سر من الولايات المتحدة الأمريكية.
- 23 يناير – جوني كارسون (مواليد 1925)
- 25 يناير – فيليب جونسون (مواليد 1906) مهندس معماري من الولايات المتحدة الأمريكية.
- 29 يناير – رون فاينبرغ (مواليد 1932) ممثل أمريكي.
- 31 يناير – جاك كولينز (مواليد 1923) ممثل أمريكي.

### فبراير
- 4 فبراير – أوسي ديفيس (مواليد 1917)
- 5 فبراير – بوب برانوم (مواليد 1925)
- 6 فبراير – ميرل كلغور (مواليد 1934) موسيقي أمريكي.
- 10 فبراير – أرثر ميلر (مواليد 1915)
- 11 فبراير – جيمس بورتر (مواليد 1935) كهنوت من الولايات المتحدة الأمريكية.
- 12 فبراير – برايان كيلي (مواليد 1931)
- 12 فبراير – دوروتي ستانغ (مواليد 1931)
- 14 فبراير – ناجي توربين (مواليد 1981) ملاكم من الولايات المتحدة الأمريكية.
- 15 فبراير – بوب شافر (مواليد 1933) لاعب كرة سلة من الولايات المتحدة الأمريكية.
- 20 فبراير – جيمي يونغ (مواليد 1948) ملاكم من الولايات المتحدة الأمريكية.
- 20 فبراير – هانتر طومسون (مواليد 1937)
- 22 فبراير – ليو بروير (مواليد 1919)
- 26 فبراير – جف راسكين (مواليد 1943)

### مارس
- 3 مارس – ماكس فيشر (مواليد 1908)
- 6 مارس – تيريزا رايت (مواليد 1918)
- 17 مارس – جورج كينان (مواليد 1904) سياسي أمريكي.
- 17 مارس – نورم ماجر (مواليد 1926) لاعب كرة سلة أمريكي.
- 29 مارس – ميتش هيدبيرغ (مواليد 1968) ممثل هزلي من الولايات المتحدة الأمريكية.

### أبريل
- 9 أبريل – أندريا دوركين (مواليد 1946)
- 12 أبريل – رودولفو غونزاليس (مواليد 1928)
- 14 أبريل – ريتشارد بوبكين (مواليد 1923)
- 14 أبريل – سوندرز ماكلين (مواليد 1909) رياضياتي أمريكي.
- 16 أبريل – هيرم غيليام (مواليد 1946) لاعب كرة سلة أمريكي.
- 19 أبريل – جورج تي رينولدز (مواليد 1917) عالم فلك أمريكي.
- 22 أبريل – فيليب موريسون (مواليد 1915)
- 26 أبريل – غوردون شو (مواليد 1933) فيزيائي أمريكي.
- 26 أبريل – ماسون أدامز (مواليد 1919)
- 29 أبريل – وليام جوزيف بيل (مواليد 1927) كاتب سيناريو أمريكي.

### مايو
- 2 يونيو – باول ديمايو (مواليد 1967)
- 13 مايو – جورج دانتزغ (مواليد 1914) رياضياتي أمريكي.
- 17 مايو – فرانك غورشين (مواليد 1933)
- 20 مايو – جاي دي كانون (مواليد 1922) ممثل أمريكي.
- 21 مايو – ستيفن إليوت (مواليد 1918) ممثل أمريكي.
- 21 مايو – هوارد موريس (مواليد 1919)
- 26 مايو – إدي ألبرت (مواليد 1906)

### يونيو
- 1 يونيو – جورج ميكان (مواليد 1924)
- 2 يونيو – باول ديمايو (مواليد 1967)
- 4 يونيو – كلو جونز (مواليد 1975) ممثلة إباحية أمريكية.
- 6 يونيو – آن بانكروفت (مواليد 1931) ممثلة أمريكية.
- 6 يونيو – دانا إلكار (مواليد 1927)
- 8 يونيو – إد بيشوب (مواليد 1932) ممثل أمريكي.
- 11 يونيو – روبرت كلارك (مواليد 1920) ممثل أمريكي.
- 20 يونيو – تشارلز كيلينغ (مواليد 1928)
- 20 يونيو – جاك كيلبي (مواليد 1923)
- 25 يونيو – جون فيدلر (مواليد 1925)
- 27 يونيو – جون والتون (مواليد 1946)
- 27 يونيو – شيلبي فوت (مواليد 1916)
- 29 يونيو – جيمس غيلبرت باكر (مواليد 1914) عالم فلك أمريكي.

### يوليو
- 11 يوليو – بواغ جونسون (مواليد 1921) لاعب كرة سلة من الولايات المتحدة الأمريكية.
- 14 يوليو – جو هارنيل (مواليد 1924) ملحن أمريكي.
- 16 يوليو – جون أستروم (مواليد 1928)
- 19 يوليو – إدوارد بانكر (مواليد 1933)
- 19 يوليو – وليام ويستمورلاند (مواليد 1914) سياسي أمريكي.

### أغسطس
- 2 أغسطس – جاي سترنر هاموند (مواليد 1922) سياسي من الولايات المتحدة الأمريكية.
- 8 أغسطس – جون جونسون (مواليد 1918)
- 9 أغسطس – دوريس بودون (مواليد 1914) ممثلة أمريكية.
- 16 أغسطس – جوي رانفت (مواليد 1960)
- 16 أغسطس – ستانلي ديسانتيس (مواليد 1953) ممثل أمريكي.
- 17 أغسطس – جون باهكال (مواليد 1934) فيزيائي أمريكي.
- 18 أغسطس – كينيون جونز (مواليد 1977) لاعب كرة سلة من الولايات المتحدة الأمريكية.
- 21 أغسطس – روبرت موغ (مواليد 1934)
- 23 أغسطس – جورج فيشر (مواليد 1928)
- 25 أغسطس – جو ستراودير (مواليد 1940) لاعب كرة سلة أمريكي.
- 30 أغسطس – تيوفيلو كروز (مواليد 1942) لاعب كرة سلة بورتوريكي.

### سبتمبر
- 3 سبتمبر – روبرت فنك (مواليد 1926) ثيولوجي من الولايات المتحدة الأمريكية.
- 3 سبتمبر – وليام رينكويست (مواليد 1924)
- 11 سبتمبر – ستيف دي شازر (مواليد 1940) عالم علاج نفسي.
- 14 سبتمبر – روبرت وايز (مواليد 1914)
- 16 سبتمبر – جوردون جولد (مواليد 1920) مخترع أمريكي.
- 21 سبتمبر – فيلكس خافيير بيريز (مواليد 1971) لاعب كرة سلة بورتوريكي.
- 22 سبتمبر – ليفاندير جونسون (مواليد 1969) ملاكم من الولايات المتحدة الأمريكية.
- 25 سبتمبر – دون آدامز (مواليد 1923)
- 28 سبتمبر – إليزابيث جاكوبسون (مواليد 1984) ربانة طائرة في سلاح الجو الأمريكي.
- 28 سبتمبر – كونستانس بيكر موتلي (مواليد 1921)

### أكتوبر
- 2 أكتوبر – أوغست ويلسون (مواليد 1945) كاتب مسرحي أمريكي.
- 4 أكتوبر – ستانلي ك هاثاواي (مواليد 1924) سياسي أمريكي.
- 5 أكتوبر – جورج هاموند (مواليد 1921) كيميائي أمريكي.
- 6 أكتوبر – هاري بوجين (مواليد 1929)
- 13 أكتوبر – فيفيان مالون جونز (مواليد 1940)
- 15 أكتوبر – إيرل جاردنر (مواليد 1923) لاعب كرة سلة أمريكي.
- 15 أكتوبر – جيسون كولير (مواليد 1977) لاعب كرة سلة أمريكي.
- 22 أكتوبر – جورج ت. ألكسندر (مواليد 1971) جندي من الولايات المتحدة الأمريكية.
- 23 أكتوبر – وليام هوتكينس (مواليد 1948)
- 24 أكتوبر – روزا باركس (مواليد 1913)
- 24 أكتوبر – هوي كارل (مواليد 1938) لاعب كرة سلة أمريكي.
- 27 أكتوبر – جرادي ويبستر (مواليد 1927) عالم نبات أمريكي.
- 28 أكتوبر – توني جاكسون (مواليد 1942) لاعب كرة سلة أمريكي.
- 28 أكتوبر – ريتشارد سمولي (مواليد 1943) كيميائي أمريكي.
- 31 أكتوبر – وليام بيكر (مواليد 1915) كيميائي أمريكي.

### نوفمبر
- 6 نوفمبر – ثيودور باك (مواليد 1916) عالم أمريكي.
- 11 نوفمبر – كيث أندز (مواليد 1920)
- 13 نوفمبر – إدي غيريرو (مواليد 1967) مصارع محترف من الولايات المتحدة الأمريكية.
- 16 نوفمبر – بول نويل (مواليد 1924) لاعب كرة سلة أمريكي.
- 23 نوفمبر – كونستانس كامينغز (مواليد 1910) ممثلة أمريكية.
- 23 نوفمبر – نيت هاوثورن (مواليد 1951) لاعب كرة سلة أمريكي.
- 24 نوفمبر – بات موريتا (مواليد 1932) ممثل أمريكي.

### ديسمبر
- 1 ديسمبر – جاك كولفين (مواليد 1934) ممثل أمريكي.
- 10 ديسمبر – ريتشارد بريور (مواليد 1940)
- 10 ديسمبر – يوجين مكارثي (مواليد 1916) سياسي أمريكي.
- 22 ديسمبر – ريتشارد بيلوتشي (مواليد 1914) جراح من الولايات المتحدة الأمريكية.
- 23 ديسمبر – نورمان فون (مواليد 1905)
- 28 ديسمبر – بول كلويد (مواليد 1920) لاعب كرة سلة أمريكي.